# Simon Wratzjan

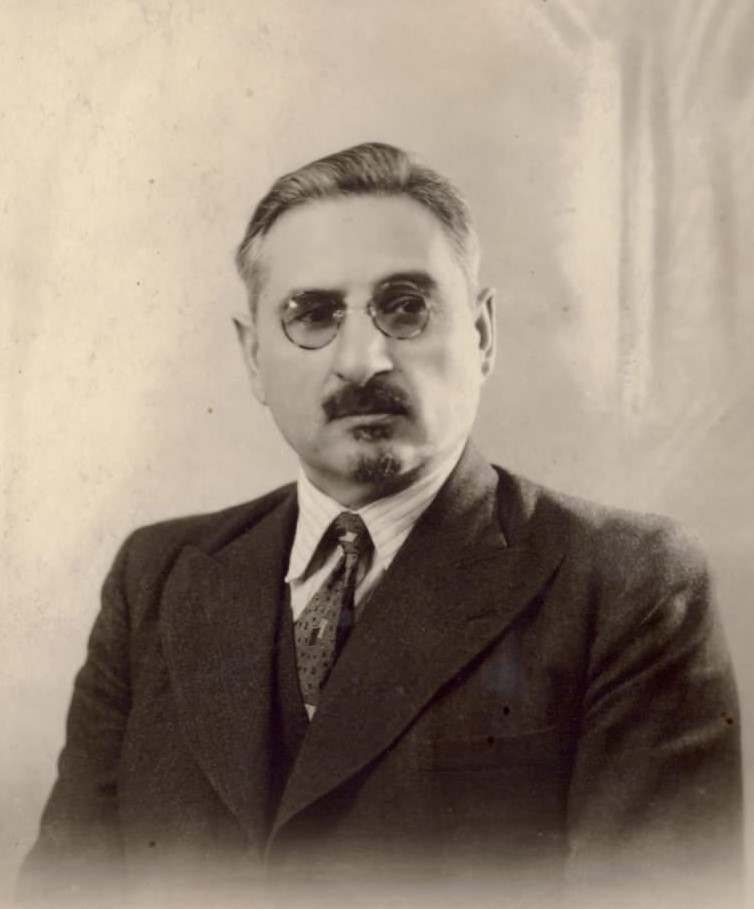
Simon Wratzjan

Simon Wratzjan (geläufige Schreibung Simon Vratsian, armenisch Սիմոն Վրացեան Simon Wrazjan; * 1882 in Neu-Nachitschewan, Russisches Reich; † 21. Mai 1969 in Beirut, Libanon) war der letzte Premierminister der Ersten Republik Armenien.

## Leben
Nachdem er armenische und russische Schulen besucht hatte, trat Wratzjan 1898 der Taschnakenpartei (ARF) bei; er nahm fälschlicherweise an, dass er der Huntschak-Partei beigetreten sei, da er durch die falsche Tür ging. Seine höhere Bildung erhielt er von 1900 bis 1906 am Gevorkian-Seminar. Er nahm 1907 am 4. Generalkongress der Taschnaken in Wien teil, wo er eine Ausrichtung zum Sozialismus befürwortete.
1908 reiste er nach Sankt Petersburg, um Rechts- und Erziehungswissenschaften zu studieren. Er reiste 1911 durch die Vereinigten Staaten, wo er die Zeitung Hairenik herausgab. 1914 machte er sich auf den Weg zum 8. Generalkongress der Taschnaken im osmanischen Erzurum. Dort wurde er in das Parteibüro gewählt und tauschte sich mit den Führern der Jungtürken aus. Im August 1914 wurde er als angeblicher russischer Spion inhaftiert, flüchtete jedoch nach Transkaukasien, wo er mit den armenischen Freiwilligenverbänden in Berührung kam, die mit der russischen Armee kämpften. Nach der Auflösung der Einheiten besuchte er 1917 die Moskauer Staatskonferenz, den Armenischen Nationalkongress und wurde zum Mitglied des Nationalrates gewählt. Howhannes Katschasnuni fragte Wratzjan, ob er ihn auf seiner Reise durch Europa und Amerika begleiten wolle, doch ein Visum von den Briten wurde ihm verweigert, da sie in ihm einen radikalen Sozialisten sahen.
Am 3. April 1920 wurde er zum Minister für Arbeit sowie für Landwirtschaft und Staatseigentum im Kabinett von Alexander Chatissjan ernannt; er übernahm auch den Geschäftsbereich Information und Propaganda. Nach dem Rücktritt der Regierung und der Unfähigkeit von Katschasnuni, eine Regierung zu bilden, nahm Wratzjan am 23. November 1920 das Amt des Premierministers an. Am 2. Dezember übergab er Armenien den Bolschewisten. Er ging in den Untergrund und wurde später zum Präsidenten des Komitees für die Rettung des Vaterlandes. Er appellierte auch an die Türkei und Westeuropa, gegen die Bolschewisten Widerstand zu leisten. Wratzjan reiste dann durch ganz Europa und ließ sich in Paris nieder, um von 1923 bis 1925 die Troshag herauszugeben.
Am 29. Dezember 1926 entschied sich das Büro der ARF mit vier Stimmen und einer Gegenstimme (von Schahan Natali), der Promethischen Allianz beizutreten. Diese betrachtet die Türken als Verteidiger der kaukasischen Völker. In der in Beirut herausgegebenen Wochenzeitung „Nayiri“ (V. 12 Nr. 1–6) wurden Schahan Natalies Memoiren über Talât Paschas Ermordung veröffentlicht. Dort steht Schahans Anweisung an Soghomon Tehlirian in Berlin: „Du bläst den Schädel des Nummer-1-Nationenmörders weg und versuchst nicht, zu fliehen. Du bleibst dort, dein Fuß über die Leiche, und ergibst dich der Polizei, die kommen und dir Handschellen anlegen wird.“ Schahan Natalies Vorschlag war es, Tehlirians Verfahren in ein politisches Verfahren für die Verantwortlichen des Völkermordes an den Armeniern umzuwandeln, was auch zum Teil realisiert wurde. Allerdings gab es Leute in der Führerschaft der ARF – allen voran Simon Wratzjan – die von Tehlirians Memoiren zwei Kapitel vor deren Druck herausnahmen, welche sich mit Schahan Natalies Schlüsselrolle bei der Ermordung von Talât befassten.
Wratzjan schrieb auch in den Zeitschriften Harach und Horizon. 1936 ging er nach Südamerika, 1939 wieder zurück nach Paris und dann in die USA. Im Jahre 1945 stellte er der UN-Generalversammlung in San Francisco eine Petition vor, die von der Türkei die Wiederherstellung Armeniens nach den Plänen Woodrow Wilsons verlangte. 1951 wurde er Direktor einer armenischen Schule in Beirut.